# Лямин 2-й
Лямин 2-й (Второй Лямин) — река в России, протекает в Ханты-Мансийском АО. Сливаясь с реками Лямин 1-й и Лямин 3-й, образует реку Лямин.

## География
Река Лямин 2-й берёт начало на водоразделе Сибирских Увалов, течёт на юг. Река мелководна, максимальная глубина 4-6 метров. Крупных притоков не имеет. Река почти не заселена, лишь в устье реки расположен посёлок Верхнее Лямино.
Устье реки находится в 281 км по левому берегу реки Лямин. Длина реки составляет 210 км, площадь водосборного бассейна 3880 км².

## Притоки
- Емынгъюган (пр)
- 13 км: Хоръёган (лв)
- Мэшикъюган (лв)
- Сяпархулынгъюган (пр)
- 33 км: Сунтынглемынг (лв) (длина — 127 км)
- Лункортынглоръюган (пр)
- Хорсоим (пр)
- 75 км: Картыварынглемынг (лв) (длина — 83 км)
- Ятпыяха (пр)
- Похрынгъюган (пр)
- 110 км: Нанклемынг (пр) (длина — 86 км)
- 123 км: Кельсиюган (пр)
- 132 км: Хоплемынг (лв)
- Нэрпъюхолынгсоим (пр)
- Нэрпъюхкимитсоим (пр)
- Нэрпъюххолмитсоим (пр)
- 171 км: Лорлемынг (пр)
- 178 км: Вонтпайлемынг (пр)
- 183 км: река без названия (лв)

## Данные водного реестра
По данным государственного водного реестра России относится к Верхнеобскому бассейновому округу, водохозяйственный участок реки — Обь от города Нефтеюганск до впадения реки Иртыш, речной подбассейн реки — Обь ниже Ваха до впадения Иртыша. Речной бассейн реки — (Верхняя) Обь до впадения Иртыша.